# Histoire de Java
On peut décomposer l'histoire de Java en quatre périodes : la Préhistoire, la période classique des grands royaumes hindou-bouddhiques, le début de l'époque moderne avec l'essor des royaumes musulmans et les débuts de la présence néerlandaise, et la période moderne qui commence avec la mise en place des Indes néerlandaises.

## Préhistoire
En 1891, l'anatomiste néerlandais Eugène Dubois découvre dans le centre de Java les restes d'un hominidé de l'espèce Homo erectus qu'on a surnommé le Pithécanthrope ou l'Homme de Java. L'Homme de Java vivait il y a 500 000 ans.
À la fin du Pléistocène, la dernière glaciation provoque un abaissement du niveau des mers qui atteint 200 mètres à son maximum il y a environ 18 000 ans. Java se retrouve rattachée à l'Asie du Sud-Est continentale. Le premier Homo sapiens dont on a trouvé les restes dans l'est de Java et qu'on a appelé l'homme de Wajak, vivait il y a 40 000 ans.
Il y a 5 000 ans, des habitants du littoral de la Chine du Sud, cultivateurs de millet et de riz, commencent à traverser le détroit pour s'installer à Taïwan. Vers 2 000 av. J.-C., des migrations ont lieu de Taïwan vers les Philippines. De nouvelles migrations commencent bientôt des Philippines vers Sulawesi et Timor et de là, vers les autres îles de l'archipel indonésien, dont Java. Les Austronésiens sont sans doute les premiers grands navigateurs de l'histoire de l'humanité.
Des fouilles ont livré de nombreux objets de bronze dont la technique et la décoration montrent une influence de la civilisation de Dông Son du Vietnam (Xe-Ier siècles av. J.-C.).

## Période classique
On trouve dans l'épopée indienne du Ramayana, écrite entre le IIIe siècle av. J.-C. et le IIIe siècle, le nom de Yavadvipa, « l'île du millet », qui était en effet cultivé à Java.
Les Jataka, recueil de contes bouddhistes composé entre le IIIe siècle av. J.-C. et le IIIe siècle, et la chronique ceylanaise du Mahavamsa, écrite au VIe siècle, parlent d'un pays du nom de Suvarnabhumi, qui signifie « Terre de l'Or » et désigne peut-être Java ou Sumatra.
Un texte chinois du Ve siècle relate le voyage d'un moine bouddhiste chinois du nom de Faxian qui, rentrant de Ceylan en Chine, séjourne en 413 à Ye-po-ti (c'est-à-dire Yavadvipa).
Les plus anciens documents écrits trouvés à Java sont des inscriptions en sanscrit et en écriture pallava trouvées dans la région de Jakarta. Elles datent du Ve siècle et attestent l'existence d'un roi du nom de Purnawarman, dont le royaume, Tarumanagara, s'étendait à l'est de Jakarta.
L'inscription dite de Canggal, au nord-ouest de Yogyakarta, datée de 732 apr. J.-C., déclare que Sanjaya, raka (seigneur) de Mataram a érigé un monument pour honorer Shiva. L'inscription dite de Kalasan à l'est de Yogyakarta, datée de 778, mentionne un roi Sailendra qui observe les rites bouddhiques. Les temples du centre de Java construits entre les VIIIe et Xe siècles sont de rite bouddhique ou shivaite, mais présentent parfois des éléments des deux rites, qui coexistaient. 

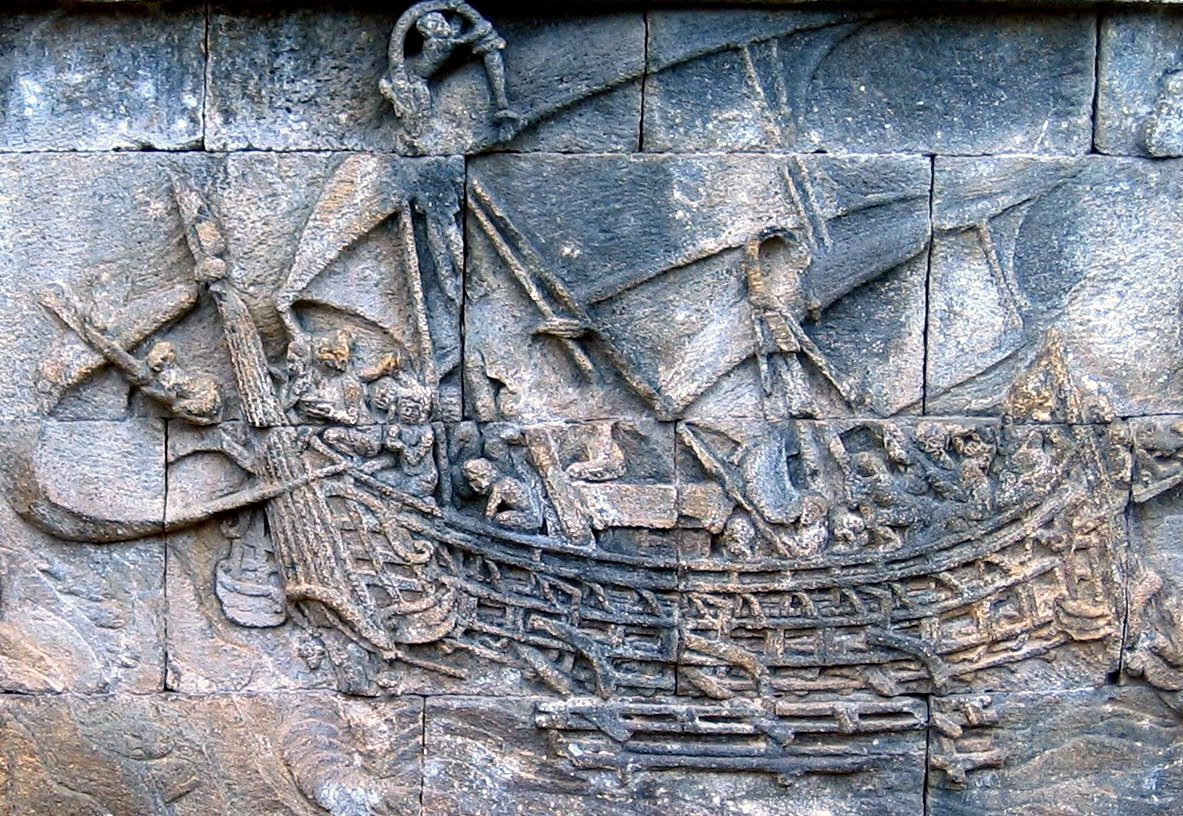
Bas-relief du temple de Borobudur montrant un voilier avec sa voile tanjak typique de l'ouest de l'archipel indonésien

Des inscriptions sur pierre (prasasti) de la deuxième moitié du VIIIe siècle ont été découvertes dans le sud de l'actuel Viêt Nam, qui parlent d'envahisseurs venus d'îles et menant des raids sur la côte. L'une d'elles, datée de 787 parle d'une armée venue de Java.
Une inscription de 907 montre que l'autorité du roi Balitung (règne 899-910), qui se déclare descendant de Sanjaya, s'étend sur une partie de l'est de Java Est. En 928, le roi Mpu Sindok transfère définitivement son palais à Java Est.
L'inscription de Sdok Kok Thom au Cambodge, datée de 1053, dit que le roi khmer Jayavarman II (règne 802-869) a établi sa capitale à Angkor après s'être libéré de la suzeraineté de Java.  La stèle dit notamment : « Un brahmane [ … ] bien versé dans la magie, vint [ … ] à l'invitation du roi pour établir un rituel pour que le Cambodge puisse ne plus dépendre de Java. ». Une inscription trouvée dans le centre de Java et datée de 922 rapporte un jugement en faveur d'un certain Dhanadi qui s'était plaint d'avoir été traité de « fils de Khmer ».  Du VIIIe au Xe siècle, des liens existaient donc entre les deux pays. 
Des inscriptions javanaises et des textes arabes montrent qu'aux IXe et Xe siècles Java, et sans doute d'autres parties de l'Indonésie actuelle, entretenaient des échanges commerciaux avec l'océan Indien et la côte est de l'Afrique. L'inscription de Kancana notamment, trouvée à Java Est et datée de 860 apr. J.-C., mentionne, dans une liste de personnes dépendantes, le mot jenggi, c'est-à-dire zenji. Un capitaine persan, Ibn Shahriyar, dans son Livre des merveilles de l'Inde, rapporte le témoignage d'un marchand arabe du nom d'Ibn Lakis qui en 945, voit arriver sur la côte du Mozambique « un millier d'embarcations » montées par des Waq-Waq qui viennent d'îles « situées en face de la Chine » chercher des produits et des esclaves zeng. En arabe, Zeng ou Zenj désigne à l'époque les habitants de la côte est de l'Afrique. Une inscription ultérieure parle d'esclaves noirs offerts par un roi javanais à la cour impériale de Chine.

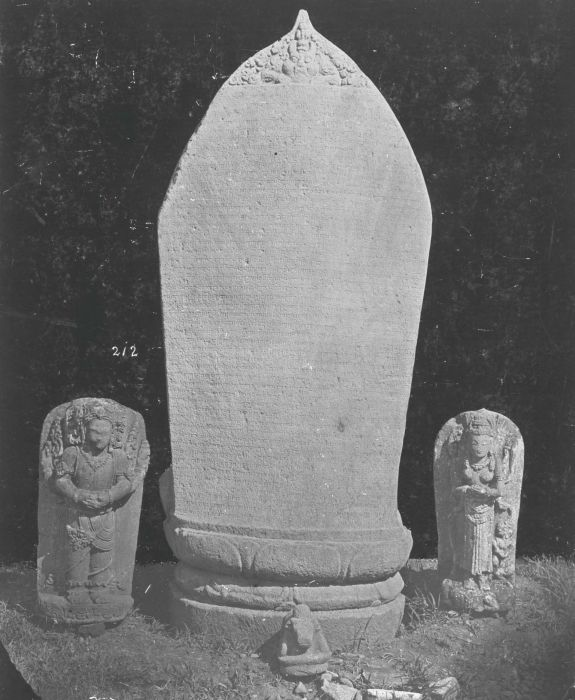
Une prasasti (inscription sur pierre)

Une inscription de Java Est datée de 1041 sur la « pierre de Calcutta » (appelée ainsi parce qu'elle est conservée au Musée indien de Calcutta) décline la généalogie du roi Airlangga, fils du prince balinais Udayana. Après la mort d'Airlangga, le centre du pouvoir passe au royaume de Kediri au sud-ouest de Surabaya, puis à Singasari au sud de Surabaya.
À cette époque, Java devient le centre d'une brillante culture. À Bali, le « vieux- javanais » devient la langue des inscriptions au XIe siècle. Plus généralement dans l'archipel indonésien, le commerce se traduit par la diffusion de la réputation de Java comme une terre de lettrés. La description de rites tantriques sur un sanctuaire mégalithique découvert à Bongkisam dans l'État malaisien de Sarawak, qu'on date du Xe siècle, donne une idée du rayonnement culturel de Java, qui se traduisait éventuellement par une domination politique.
Le débarquement d'un corps expéditionnaire sino-mongol dans l'est de Java en 1292 coïncide avec l'avènement d'un nouveau royaume, Majapahit, dont la capitale est construite près de l'actuelle Mojokerto au sud-ouest de Surabaya. Ce royaume atteint son apogée sous Hayam Wuruk (règne 1350-89).
Le grand amiral chinois Zheng He, qui mènera sept expéditions vers l'Inde, le Moyen-Orient et l'Afrique de l'Est entre 1405 et 1433, fait plusieurs fois escale à Java. Un temple lui est d'ailleurs dédié à Semarang, capitale de la province de Java central. Musulman, Zheng He note la présence de communautés chinoises musulmanes dans les ports de la côte nord de l'île.
À la fin du XVe siècle, des querelles de succession entraînent le déclin de Majapahit, qui passe en 1478 sous le contrôle des princes de Kediri. À la fin du XVe siècle, un Chinois musulman du nom de Cek Ko-po fonde sur la côte nord de Java, qu'on appelle le Pasisir, la principauté de Demak. Cette nouvelle puissance entreprend la conquête du Pasisir. Lorsque les troupes de Demak arrivent à Java Est en 1527, Majapahit n'existe plus. Mais le prestige de ce royaume est encore tel que le sultan de Demak s'en proclame l'héritier. Toutefois Blambangan échappe au contrôle de Demak. Ses princes, restés hindouistes, se mettent sous la protection des rois balinais.
Le développement urbain du Pasisir est lié à l'expansion du commerce maritime du XVe au XVIIe siècle, l'essor des communautés chinoises et la diffusion de l'islam. Il se traduit par l'émergence des principautés musulmanes portuaires. Leurs souverains ne portaient toutefois pas le titre de « sultan ».

## Début de la période moderne

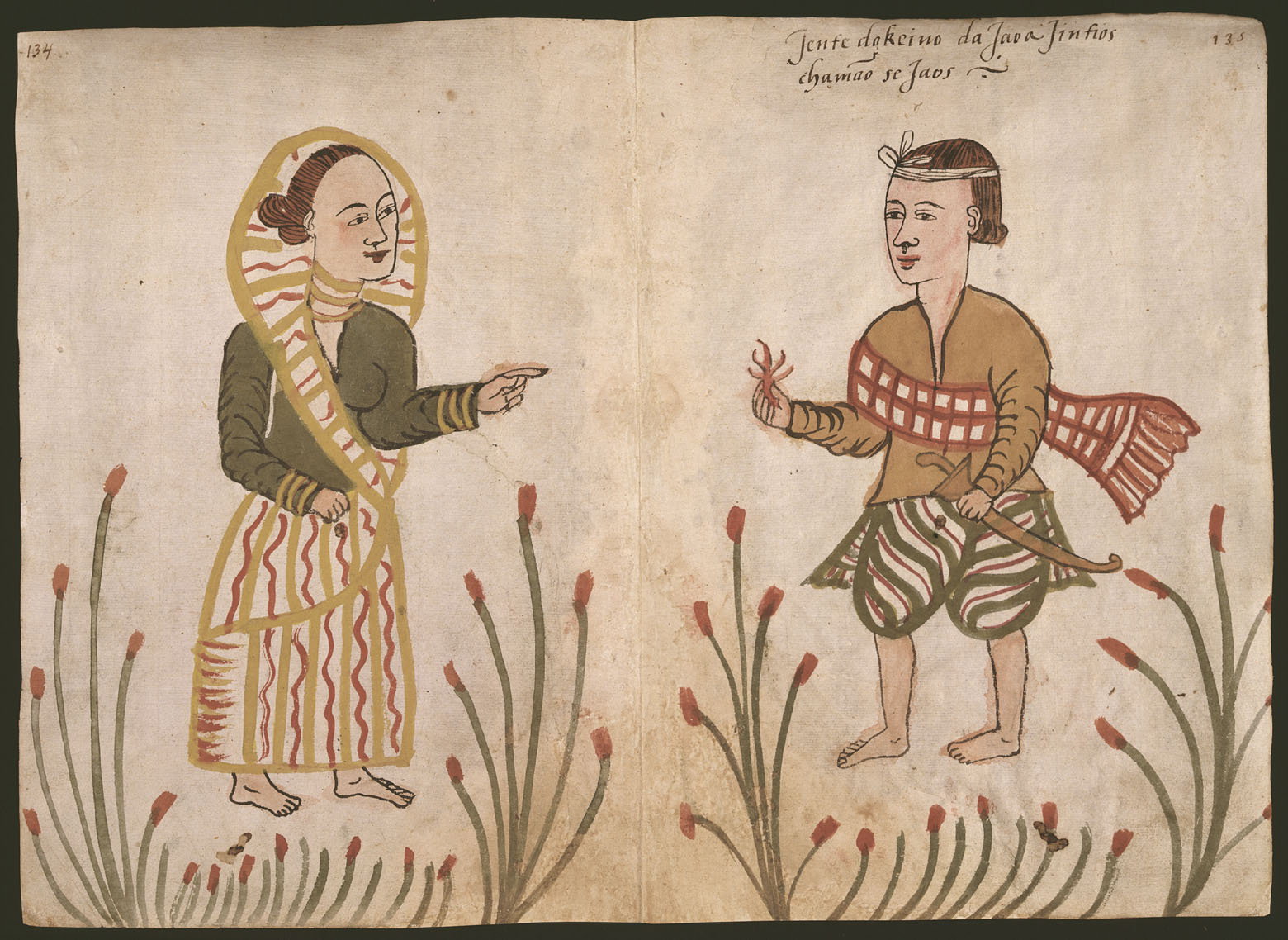
Gravure portugaise des alentours de 1540 tirée du Códice Casanatense montrant un couple javanais

À Java Ouest, grâce à des inscriptions, on sait que l'actuelle Bogor, à 60 km au sud de Jakarta, était le site de Pakuan, la capitale du royaume de sundanais de Pajajaran (1333-1579), dont le roi le plus connu est le mythique Siliwangi, qu'on a identifié comme étant le roi Sri Baduga Maharaja (règne 1482-1521). La puissance commerciale de Pajajaran reposait sur le contrôle de ports du Pasisir comme Banten et Kalapa (aujourd'hui un quartier du nord de Jakarta).
Demak impose son hégémonie à Banten et Cirebon. En 1527 Fatahillah, un prince de Cirebon, conquiert le port de Kalapa, privant de débouché maritime l'hindouiste Pajajaran, allié aux Portugais catholiques installés à Malacca (qu'ils ont prise en 1511) et aux Moluques. Sur les ruines de Kalapa, Fatahillah construit Jayakarta. Pajajaran sera finalement conquise par Banten en 1579. La cour de Pajajaran se réfugie à Sumedang, à l'est de l'actuelle Bandung. Elle maintiendra une tradition qui est toujours au cœur de l'identité des Sundanais.
En 1576 un prince javanais, Senopati, s'empare d'une région du centre de Java qui porte toujours l'ancien nom de Mataram, le royaume de Sanjaya au VIIIe siècle. Senopati et son fils soumettent Demak et le Pasisir de Java central. La tradition javanaise appelle le petit-fils de Senopati Sultan Agung, "le grand sultan" (règne 1613-46). Il poursuit l'œuvre de conquête de ses prédécesseurs en s'attaquant d'abord à Java Est, puis à Java Ouest. Agung écrase notamment un soulèvement à Sumedang, la principauté sundanaise héritière du royaume hindouiste de Pajajaran. Ce prince de l'intérieur contraint les principautés du Pasisir à détruire leurs flottes et leur interdit le commerce maritime.
Un des aspects qu'on peut voir dans cette "reconquista" du Pasisir par une puissance de l'intérieur est une réaction de conceptions culturelles et politiques traditionnelles propres à une société agraire, face au cosmopolitisme musulman des villes portuaires ouvertes sur le monde. Le nouveau Mataram avait pleinement conscience du nom dont il héritait. Ses rois se proclamaient héritiers de l'ancien royaume de Majapahit. L'émergence de Mataram ferme en quelque sorte une parenthèse et marque le retour à un pouvoir et une société agraire comme à l'époque classique.
En 1597, Cornelis de Houtman, qui dirige la première expédition néerlandaise vers l'Asie, fait escale à Banten, devenu un sultanat prospère grâce à la culture du poivre, une de ces épices si prisées qui ont valu l'arrivée des Européens dans l'archipel indonésien. En 1619, la VOC (Vereenigde Oostindische Compagnie ou "Compagnie néerlandaise des Indes orientales", créée en 1602 par des marchands néerlandais), qui a chassé les Portugais des Moluques, conquiert Jayakarta. Sur les ruines, elle reconstruit Batavia, où la VOC installe son nouveau siège. Agung tente par deux fois de prendre Batavia, sans succès. En effet, d'une part ses alliés des autres principautés javanaises le trahissent, et d'autre part Batavia résiste parce qu'elle est ravitaillée par mer alors qu'Agung n'a pas de flotte.
L'exploitation du teck à Java est un enjeu de première importance pour la marine néerlandaise à partir du début XVIIe siècle, qui devra lui permettre d'accroitre son influence sur l'Insulinde.

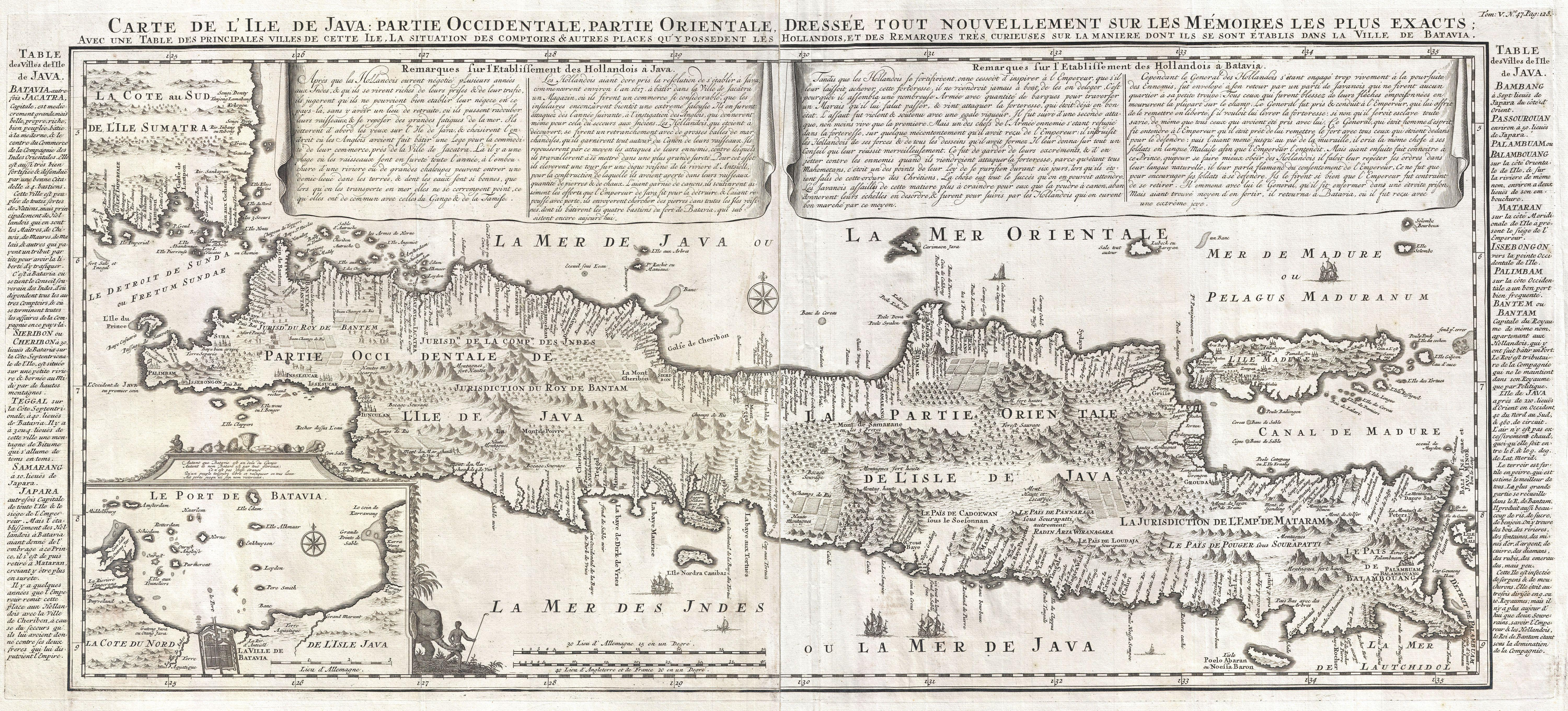
Carte de Java datant de 1718

Après la mort d'Agung, Mataram entame son déclin. Le royaume est miné par des guerres de successions dont les Néerlandais tirent parti. Pour financer leurs campagnes contre les princes rebelles, les rois de Mataram s'endettent auprès de la VOC en mettant en gage des territoires du Pasisir. Par un traité signé en 1743, Mataram cède à la VOC ses territoires du Pasisir et Blambangan. Un autre traité en 1749 accorde aux Néerlandais la souveraineté sur tout le royaume. 
En 1755, les Néerlandais réussissent à contraindre le roi, le Sunan Paku Buwono III et son oncle Mangkubumi prétendant au trône, à signer le traité de Giyanti. C'est la fin de la troisième Guerre de succession javanaise. Mataram, qui ne contrôle plus que la moitié de Java central et la moitié de Java Est, est divisé en deux. Mangkubumi en reçoit une moitié, prend le titre de Sultan Hamengku Buwono I et installe sa capitale à Yogyakarta, à côté de la tombe de Senopati. Son neveu conserve l'autre moitié et sa capitale, Surakarta. À l'extrémité orientale de Java, les derniers princes de Blambangan se convertissent à l'islam vers 1770. Désireux d'éliminer la menace balinaise de Java, les Néerlandais ont fini par en faire disparaître le dernier État hindouiste.

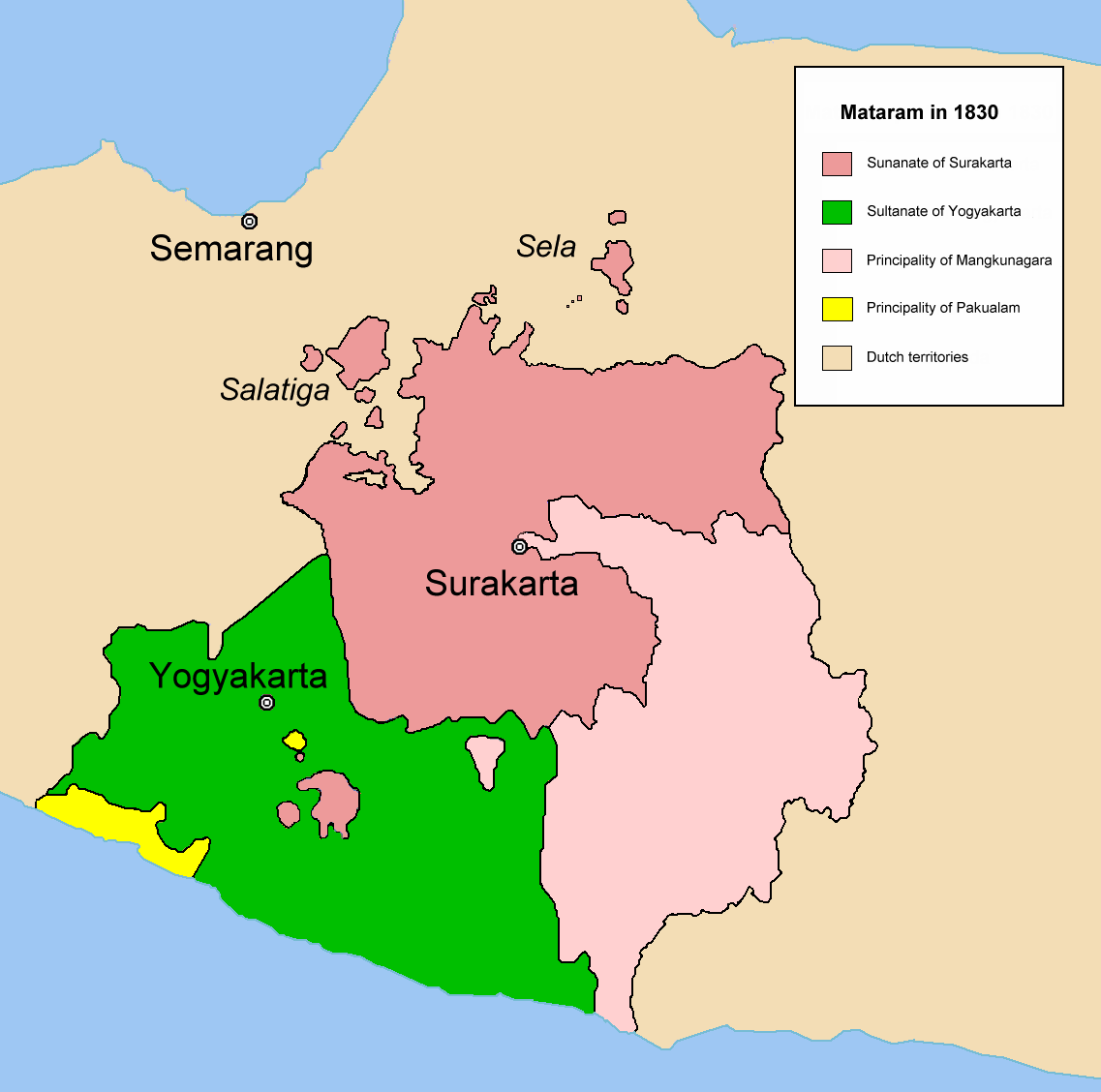
Le partage du royaume de Mataram

À la fin du XVIIIe siècle, la VOC contrôle le Pasisir mais délègue son administration à des bupati (comtes). Malgré le traité de 1749, les relations entre les rois javanais et la VOC ressemblent plus à une alliance. Après plus d'un siècle marqué par les guerres et la violence politique, Java va connaître une période de pax neerlandica. Les cours princières vont rivaliser dans la création culturelle et artistique, marquée notamment par un retour aux sources, aussi bien indigènes qu'indiennes. Début XVIIIe siècle, la VOC met en place le Blandong, un système de travail forcé pour exploiter le teck.
En 1799, la VOC est déclarée en faillite. Ses actifs sont repris par le gouvernement des Pays-Bas. 
En 1825, un prince de Yogyakarta, Diponegoro, qui conteste la désignation par les Néerlandais de son neveu comme sultan, prend les armes. S'ensuit la guerre de Java, qui ne prendra fin qu'en 1830 avec la capture de Diponegoro, que les Néerlandais avaient convié à une négociation. La guerre a fait 15 000 morts dans l'armée néerlandaise et plus de 200 000 dans la population javanaise (un recensement effectué vers 1815 estimait la population totale de Java à un peu plus de 4 millions d'habitants).
Pour punir Yogyakarta, les territoires du sultanat autres que sa région centrale sont confisqués par les Néerlandais. Par souci d'équité, les Néerlandais font subir le même traitement à Surakarta.
Java désormais pacifiée, les Néerlandais peuvent commencer la mise en valeur économique de l'île. Le gouverneur van den Bosch met en place un système de cultures (cultuurstelsel) forcées par lequel les paysans devaient consacrer 20 %, puis 33 % de leurs terres à des cultures commerciales. Les abus de ce système finissent par être dénoncés aux Pays-Bas mêmes, notamment dans le roman Max Havelaar de Multatuli, pseudonyme de l'écrivain néerlandais Eduard Douwes Dekker. Le système est graduellement abandonné. La loi agraire de 1870 ouvre Java à l'entreprise privée.
Tout le long du XIXe siècle, les Néerlandais mènent des campagnes dans les autres îles pour soumettre les États indigènes qu'ils n'ont pas encore soumis. Les Indes Néerlandaises prennent leur forme définitive en 1908, date officielle de la pacification du sultanat d'Aceh dans le nord de Sumatra, et la conquête des derniers royaumes balinais encore 
indépendants.

## Naissance du mouvement nationaliste
Le 20 mai 1908, de jeunes nobles javanais d'éducation européenne fondent le Boedi Oetomo, ou Budi Utomo dans son orthographe moderne ("l'intelligence suprême"). Cette date a été décrétée "jour du réveil national". Ce groupe est dirigé par Wahidin Sudirohusodo (1852–1917), un médecin qui souhaite éduquer les Javanais en alliant la science occidentale moderne et la culture traditionnelle javanaise. 
Le Budi Utomo se développe rapidement et affirme à la fin de 1909 avoir 40 branches et 10 000 membres, pour l'essentiel des étudiants et des fonctionnaires. Ceux-ci mettent l'accent sur la culture javanaise tout en considérant que le progrès nécessite l'adoption des institutions sociales et politiques de l'Occident. La direction, conservatrice, s'efforce de freiner l'activité politique du groupe. Elle se heurte à l'opposition croissante des membres les plus jeunes, qui prônent l'action directe contre l'ordre colonial. L'attrait d'organisations explicitement politiques et radicales comme le Sarekat Islam, fondé en 1911, amène à une désaffection des membres du Budi Utomo.
Cette organisation javanaise aura néanmoins joué un rôle déterminant comme modèle pour le mouvement nationaliste indonésien. Avec le Budi Utomo, l'histoire des Indes néerlandaises est désormais celle de l'Indonésie.